# العلاقات الإسبانية الفيجية
العلاقات الإسبانية الفيجية هي العلاقات الثنائية التي تجمع بين إسبانيا وفيجي.

## مقارنة بين البلدين
هذه مقارنة عامة ومرجعية للدولتين:
| وجه المقارنة                                              | إسبانيا                                                                             | فيجي                                                                 |
| --------------------------------------------------------- | ----------------------------------------------------------------------------------- | -------------------------------------------------------------------- |
| المساحة (كم2)                                             | 505.99 ألف                                                                          | 18.27 ألف                                                            |
| عدد السكان (نسمة)                                         | 46.73 مليون                                                                         | 915.30 ألف                                                           |
| الكثافة السكانية (ن./كم²)                                 | 92.35                                                                               | 50.1                                                                 |
| العاصمة                                                   | مدريد                                                                               | سوفا                                                                 |
| اللغة الرسمية                                             | اللغة الإسبانية، اللغة الغاليسية، لغة بشكنشية، اللغة الكتالونية، اللغة الأوكسيتانية | لغة إنجليزية، اللغة الفيجية، اللغة الفيجي الهندية، اللغة الهندستانية |
| العملة                                                    | يورو، بيزيتا إسبانية                                                                | دولار فيجي                                                           |
| الناتج المحلي الإجمالي (بليون دولار)                      | 1.31 تريليون                                                                        | 5.06 مليار                                                           |
| الناتج المحلي الإجمالي (تعادل القوة الشرائية) بليون دولار | 1.77 تريليون                                                                        | 8.32 مليار                                                           |
| الناتج المحلي الإجمالي الاسمي للفرد دولار أمريكي          | 28.16 ألف                                                                           | 4.96 ألف                                                             |
| الناتج المحلي الإجمالي للفرد دولار أمريكي                 | 38.00 ألف                                                                           | 8.79 ألف                                                             |
| مؤشر التنمية البشرية                                      | 0.876                                                                               | 0.727                                                                |
| رمز المكالمات الدولي                                      | +34                                                                                 | +679                                                                 |
| رمز الإنترنت                                              | .es                                                                                 | .fj                                                                  |
| المنطقة الزمنية                                           | ت ع م+01:00، ت ع م+02:00                                                            | ت ع م+12:00                                                          |

## منظمات دولية مشتركة
يشترك البلدان في عضوية مجموعة من المنظمات الدولية، منها:
| علم المنظمة | اسم المنظمة                               | تاريخ انضمام إسبانيا | تاريخ انضمام فيجي |
| ----------- | ----------------------------------------- | -------------------- | ----------------- |
|             | المنظمة الهيدروغرافية الدولية             | ?                    | ?                 |
|             | الاتحاد البريدي العالمي                   | ?                    | ?                 |
|             | بنك التنمية الآسيوي                       | 1986                 | 1970              |
|             | يونسكو                                    | 30 يناير 1953        | 14 يوليو 1983     |
|             | البنك الدولي للإنشاء والتعمير             | 15 سبتمبر 1958       | 28 مايو 1971      |
|             | منظمة التجارة العالمية                    | ?                    | ?                 |
|             | وكالة ضمان الاستثمار متعدد الأطراف        | 29 أبريل 1988        | 24 سبتمبر 1990    |
|             | الاتحاد الدولي للاتصالات                  | 1866                 | 5 مايو 1971       |
|             | منظمة الشرطة الجنائية الدولية             | ?                    | ?                 |
|             | مؤسسة التمويل الدولية                     | 24 مارس 1960         | 12 يوليو 1979     |
|             | الأمم المتحدة                             | 14 ديسمبر 1955       | 13 أكتوبر 1970    |
|             | مؤسسة التنمية الدولية                     | 18 أكتوبر 1960       | 29 سبتمبر 1972    |
|             | منظمة حظر الأسلحة الكيميائية              | ?                    | ?                 |
|             | المركز الدولي لتسوية المنازعات الاستشارية | 17 سبتمبر 1994       | 10 سبتمبر 1977    |

## وصلات خارجية
- موقع وزارة الخارجية الإسبانية
- موقع وزارة الخارجية الفيجية